# Erin Daniels
Erin Daniels (St. Louis, 9 ottobre 1973) è un'attrice statunitense.

## Biografia
Ha studiato come arredatrice ma il suo sogno era recitare, così un giorno decise di trasferirsi a Hollywood. La sua gavetta fu dura ma dopo qualche particina in varie serie TV del momento finalmente qualcuno la notò, girò così il film One Hour Photo. 
Dopo il debutto sul grande schermo il suo agente le propose un provino per la serie televisiva The L word dove si propose sia per il personaggio di Bette che per quello di Alice, mentre fu presa per il ruolo di Dana. Fu così che giunse a una certa notorietà nel 2003. 
Successivamente ha partecipato a un episodio di Rizzoli & Isles nella seconda stagione (2011). 

## Filmografia parziale

### Cinema
- One Hour Photo (2002)
- Wheelmen (2002)
- La casa dei 1000 corpi (2003)
- Lo spaventapassere (The Sitter), regia di David Gordon Green (2011)
- Bling Ring (The Bling Ring), regia di Sofia Coppola (2013)

### Televisione
- Law & Order (1996) - Miss Stadler
- Action (1999) - Jenny
- The L Word (2003)-(2006) - Dana Fairbanks
- Dexter (2006) - vicina di casa di Rita
- Jericho (2007) - Maggie
- Big Shots (2007) - Rebecca Parks
- CSI: NY (2007) - Detective Brennan
- Swingtown (2008) - Sylvia Davis
- Rizzoli & Isles - Stagione 2 Ep 13
- Perception (2014) - Stagione 3 Ep 3
- The Bold Type (2019) - Stagione 4 Ep 7

## Doppiatrici italiane
Nelle versioni in italiano delle opere in cui ha recitato, Erin Daniels è stata doppiata da:
- Tiziana Avarista in The L Word
- Sabrina Duranti in CSI: NY
- Ilaria Latini in CSI - Scena del crimine
- Francesca Fiorentini ne Lo spaventapassere
- Barbara De Bortoli in Bling Ring